# The Fading
The Fading ist eine israelische Thrash-Metal-/Melodic-Death-Metal-Band aus Tel Aviv. Sie gewann 2008 das Wacken Metal Battle und konnte sich so einen Plattenvertrag bei Wacken Records sichern.

## Bandgeschichte
The Fading gründeten sich 2003 unter dem Namen Excessum. Nach diversen Line-up-Problemen wurde 2005 in der Besetzung Ilia Badrov (Gesang), Arie Aranowic (Gitarre), Leon Notik (Gitarre), Elad Manor (Bass) und Shaked Furman (Schlagzeug) die EP Instruction for Self Destruction aufgenommen. Anschließend wurde Leon Notik durch Jonathan Bar-Ilan ersetzt. 2006 wurde der Name zu The Fading geändert.
Im Frühling 2007 nahm die Gruppe die Promo-EP Chaos in Flesh mit Produzent Jonas Kjellgren (Scar Symmetry, Carnal Forge) auf. Im Anschluss verließ Jonathan Bar-Ilan die Band wieder. Für ihn stieg Paul Mitiyanine ein. In Israel nahm die Gruppe am Vorentscheid zum Wacken Metal Battle teil und gewannen den Wettbewerb, der ihr einen Platz auf der „Wet Stage“ des Festivals sicherte. Am 1. August 2008 sicherten sie sich dann den Gesamtsieg und gewannen einen Plattenvertrag beim Label Wacken Records.
2009 nahm die Gruppe ihr Debütalbum In Sin We’ll Find Salvation im schwedischen Abyss Studio auf. Das Album wurde von Pelle Saether koproduziert. Es erschien am 1. August 2009 pünktlich zum Wacken Open Air 2009, auf dem sie wieder auftreten durften. Im Frühling 2010 eröffneten sie auf einer Europatournee für die Bands Evile und Warbringer.
Im September 2012 wurde bekannt, dass Gitarrist Arie Aranovich und Bassist Elad Manor, die beide seit 2012 auch gemeinsam bei der Band Hammercult spielen, die Band verlassen haben. Sie wurden ersetzt durch Alex Zvulun (Gitarre) und Eyal Ben Shushanvon Eternal Gray am Bass.

## Musikstil
The Fading spielen laut eigener Aussage eine Mischung aus modernem, amerikanischen Metal und Einflüssen aus dem schwedischen Neothrash der 1990er Jahre. Die Band orientiert sich stark am Göteborg-Melodic-Death-Metal-Stil von Dark Tranquillity, Darkane und Arch Enemy mit doppelten Gitarrenleads und stark an der Rockmusik orientierten Riffs und Breaks.

## Diskografie
- 2005: Instruction for Self Destruction (EP, unter dem Namen Excessum)
- 2007: Chaos in Flesh (Promo-EP)
- 2009: In Sin We’ll Find Salvation (Wacken Records)
- 2015: Til Life Do Us Part (Wacken Records)